# Stockholms stads och läns kurhus församling
Stockholms stads och läns kurhus församling var en församling i nuvarande Stockholms stift i nuvarande Stockholms kommun. Församlingen uppgick 1889 i Kungsholms församling.

## Administrativ historik
Församlingen bildades omkring 1850 genom en utbrytning ur Kungsholms församling och återgick dit 1889.